# ريف كوشيتسه
ريف كوشيتسه (بالسلوفاكية: Košice III)‏ هو حي في مدينة كوشيتسه. تبلغ المساحة التقريبية للحي 1533,9كم² في حين يبلغ تعداد سكان الحي ما يقرب من 112,862 بحسب إحصاء العام 2007. أما كثافة السكان فتصل إلى 73,58 كم². يتشكل ريف كوشيتسه من بلديتين ميدزيف (بالسلوفاكية: Medzev)‏, مولدافا ناد بودفو (بالسلوفاكية: Moldava nad Bodvou)‏.

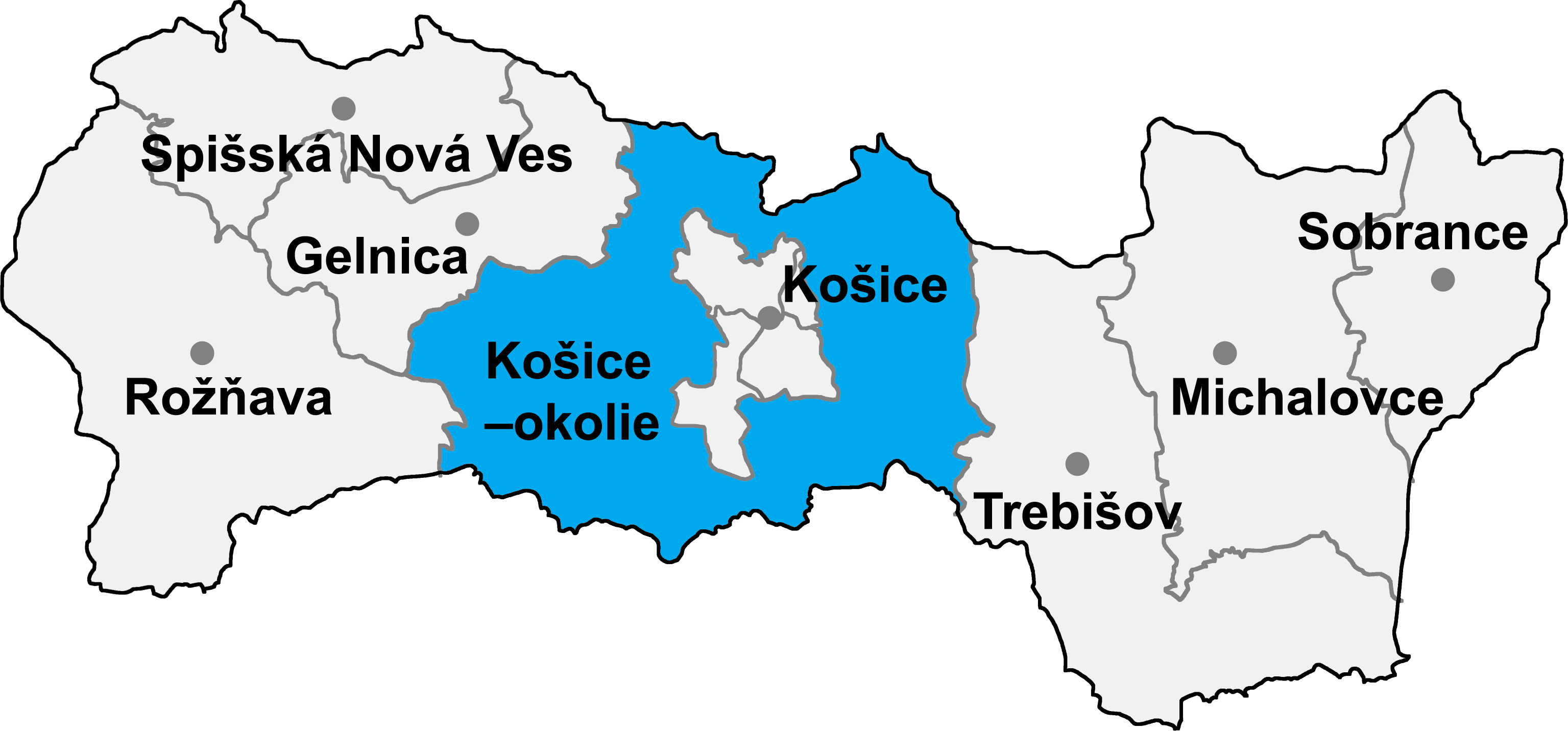
موقع حي ريف كوشيتسه في إقليم كوشيتسه